# Ongar (metrostation)
Ongar is een station aan de Epping Ongar Railway in het dorp Chipping Ongar in Essex. Ondanks dat de metro het station niet meer aandoet vormt het oostelijkste stootblok het nulpunt voor de afstandsmetingen op de metro van Londen.

## Geschiedenis

### Great Eastern Railway
Het station werd op 24 april 1865 geopend voor de Great Eastern Railway, als noordelijk eindpunt van de verlenging van haar lijn ten noorden van Loughton die op die dag geopend werd. Het voornaamste doel was om landbouwproducten van de nabijgelegen boerderijen over te slaan op treinen naar het centrum van Londen. Het deel tussen Epping en Ongar was van meet af aan enkelsporig met een passeerspoor bij North Weald. Dit passeerspoor werd in 1888 omgebouwd tot een opstelspoor. Het station kende ongeveer 14 treinen per dag en bij de reorganisatie van het spoorwegnet in 1923 werd de lijn onderdeel van de LNER.

### London Transport
In 1933 werd het openbaar vervoer in Londen genationaliseerd in de London Passenger Transport Board, kortweg London Transport, die het New Works Programme 1935 – 1940 kwam om knelpunten in het metronet op te lossen en nieuwe woonwijken aan te sluiten op de metro. Onderdeel was de overname van twee voorstadslijnen met stoomdiensten die de LNER ten noordoosten van Stratford onderhield. Door de integratie van deze lijnen in het metronet zouden elektrische diensten voor het woon-werkverkeer beschikbaar komen. De overgang van de lijn naar de metro liep vertraging op door het uitbreken van de Tweede Wereldoorlog. In 1948 werden de Britse spoorwegen genationaliseerd in British Railways en op 29 september 1949 nam de London Underground het station over van British Railways toen de metrodiensten ten noorden van Loughton van start gingen.
De elektrificatie liep echter niet verder dan Epping zodat British Railways in opdracht van de undergound een stoomdienst verzorgde tussen Epping en Ongar. Deze pendeldienst werd voortgezet tot 18 november 1957 toen de elektrificatie tot Ongar gereed was. Het traject tussen Epping en Ongar loopt door landelijk gebied en omdat na afloop van de oorlog een groene gordel om Londen was vastgelegd zou dat ook zo blijven. Het passeerspoor bij North Weald was in 1949 in ere hersteld, maar verder bleef het een enkelsporige lijn. De elektrificatie werd sober uitgevoerd zodat als gevolg van spanningsverliezen hooguit vierbaksstellen ingezet konden worden, bovendien waren de perrons van de stations North Weald en Blake Hall ook niet lang genoeg voor langere metro's. Hierdoor kwamen er geen doorgaande diensten over de rest van de Central Line en reed de metro tot 1976 als pendeldienst met twee metrostellen tussen Epping en Ongar.
In 1971-1972 werd het metronet ingemeten met kilometers waarbij Ongar als nulpunt diende. Het passeerspoor bij North Weald werd in 1976 opgeheven waarna de pendeldienst werd voortgezet met slechts een metrostel. In 1981 werd Blake Hall, het minst gebruikte station van het net, gesloten en de dienst beperkt tot de spitsuren. In 1990 was een korte periode waarin ook weer tijdens de daluren werd gereden. Een bezuinigingsoperatie voor het hele net betekende echter dat kort daarna weer alleen tijdens de spits werd gereden met een nog lagere frequentie dan voorheen. De lijn werd jaren lang met sluiting bedreigd en op 30 september 1994 viel het doek voor de metrodiensten naar Ongar. Het traject was eigenlijk nooit geschikt voor intensief verkeer en de lijn was naar verluidt nooit winstgevend.

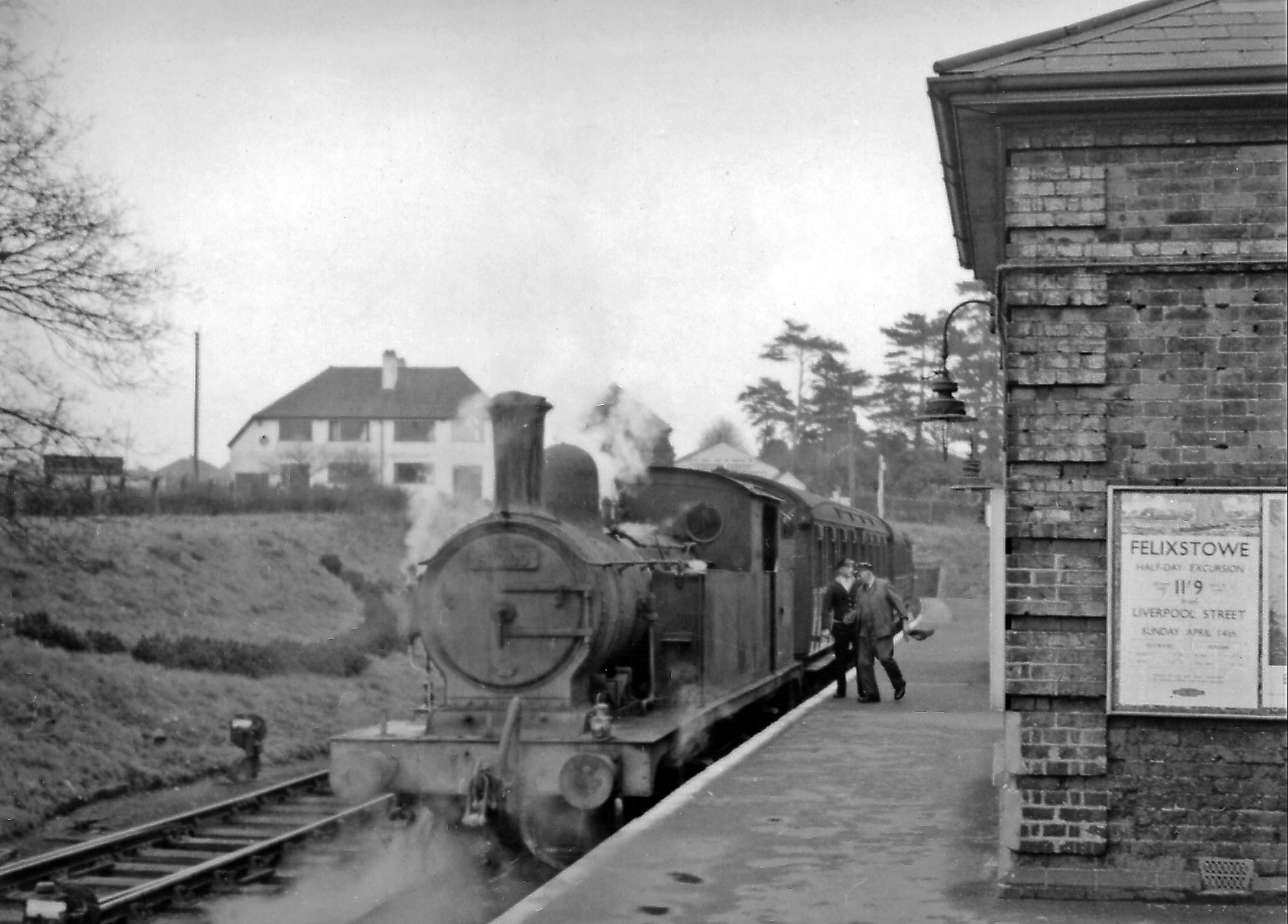
De stoompendel op 9 maart 1957 in Ongar.
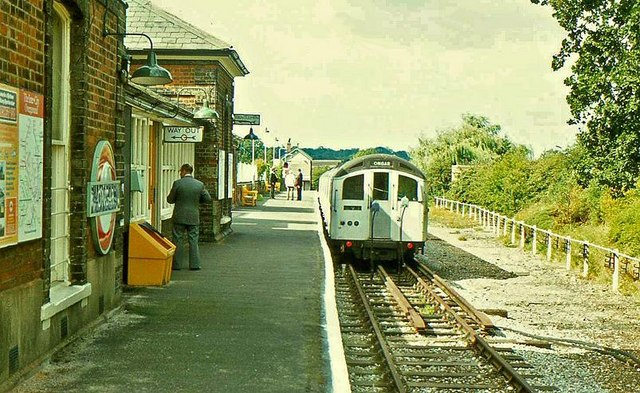
De Undergroundpendel op 12 september 1980 in Ongar.
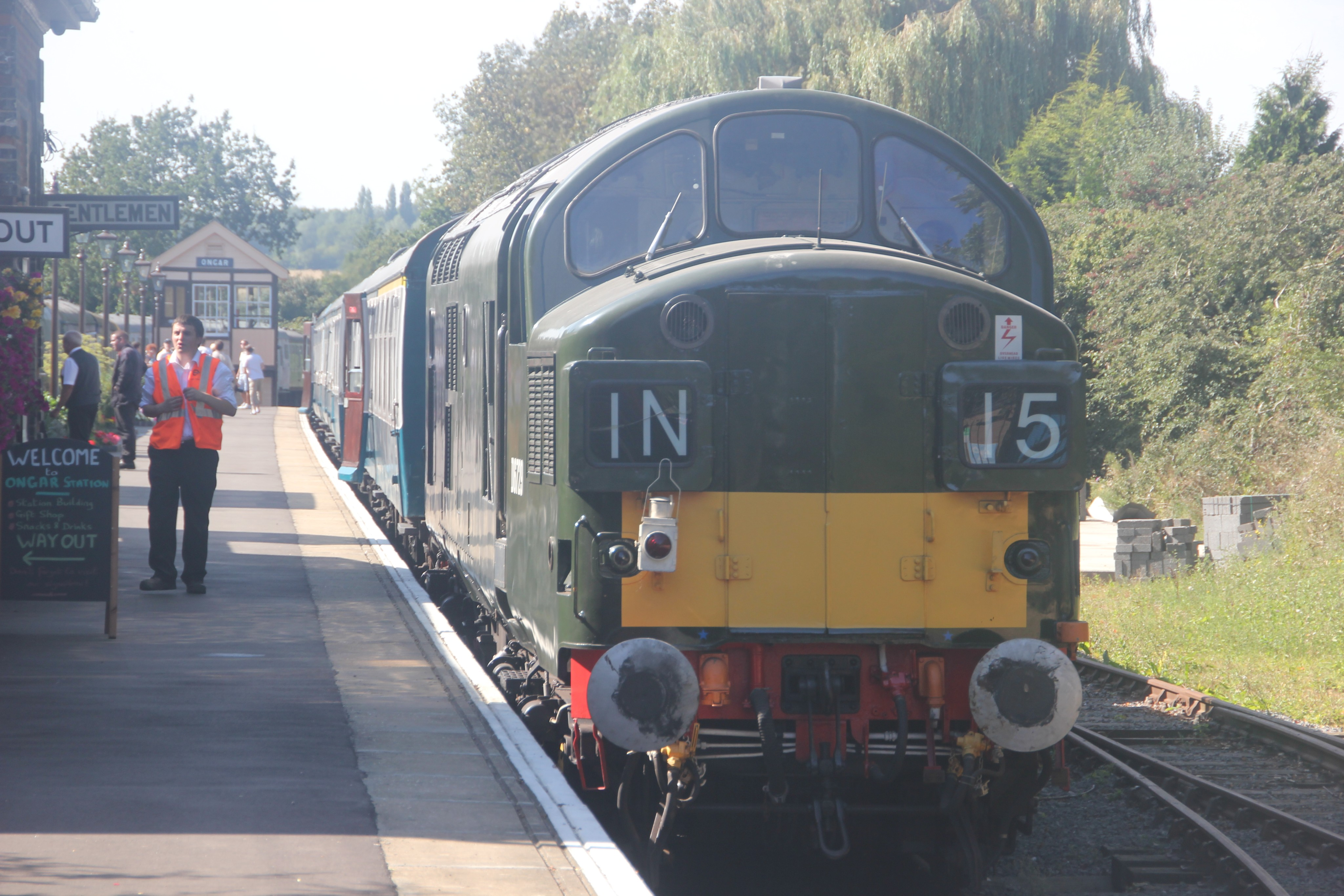
Museummaterieel op 9 september 2012 in Ongar.

## Epping and Ongar Railway
Het station en de lijn zijn sinds 1998 in het bezit van een particuliere onderneming: de Pilot Group, die op het moment van aankoop openlijk te kennen gaf dat ze opnieuw forenzendiensten wilde aanbieden. Het beweerde gebrek aan perroncapaciteit in het metrostation van Epping heeft dit vooralsnog verhinderd. De Epping Ongar Railway Volunteer Rail Society reed van 2004 tot december 2008 historische treinen over de voormalige Epping en Ongar-lijn. In 2009 kwam er een nieuwe eigenaar, de Epping Ongar Railway Ltd, die besloot om de stoomtractie te herstellen aangevuld met dieselmaterieel, op 25 mei 2012 werd de lijn heropend voor het publiek. Het station van Ongar werd net als de rest van de ruim 9,5 km tussen Epping en Ongar opgeknapt voor gebruik als toeristische spoorweg. Het station zelf is zorgvuldig gerestaureerd door groepen vrijwilligers, waarbij alle kamers in hun oorspronkelijke staat zijn hersteld, dichtgemetselde deuropeningen en ramen zijn uitgebroken en het station is hersteld in de kleuren van de Great Eastern Railway (vermoedelijk het enige originele operationele GER station in de originele kleuren). De voormalige pakketafhandeling in het station doet dienst als museum en een educatieve tentoonstelling.
Bovendien is een GER-seinhuis, dat in Spellbrook stond, gered en herbouwd ter vervanging van het, in de jaren 80 door de underground gesloopte, seinhuis van Ongar. Ook is het perron verbeterd om de toegang te vergemakkelijken.

## Trivia
De zandwal achter de stootblokken - bedoeld om doorgeschoten treinen op te vangen - zou de thuisbasis zijn van een ras van ongevaarlijke schorpioenen en was te zien in een aflevering uit 1979 van de BBC's Wildlife on One. Ze waren daar vrijgelaten door een stationschef die exotische huisdieren hield. De zandwal is inmiddels verwijderd. Sindsdien is er in april 2010 een schorpioen waargenomen in het wild, tien mijl ten noorden van Ongar, hoewel men denkt dat dit niets met elkaar te maken heeft.
- De Tigerfish-torpedo van de Royal Navy stond tijdens de ontwikkeling bekend als Project ONGAR. Het werd genoemd naar het station omdat de ingenieurs hoopten dat hun nieuwe wapen "... het einde van de lijn voor de ontwikkeling van torpedo's" zou zijn.
- Station Ongar werd genoemd in het boek How To Be A Complete Bastard van Ade Edmondson. 'Je zou een "Complete Bastard" kunnen zijn door toeristen te vertellen dat alle toeristische attracties van Londen op loopafstand van Ongar Tube liggen.'
- Het station en de omliggende locomotieven werden gebruikt als een van de locaties in de videoclip van 2017 voor 'I Miss You' van Clean Bandit.

## Fotoarchief
- Feather, Clive, Central Line. Clive's Underground Line Guides. Geraadpleegd op 18 March 2008.
- Lyons, James, Epping Ongar Railway History. Epping Ongar Railway History (20 January 2007). Gearchiveerd op 8 juli 2011. Geraadpleegd op 22 May 2011.
- Skinner, Paul, Epping Ongar Railway (2011). Geraadpleegd op 5 July 2010.  Epping Ongar Railway's Official Website
- London Transport Museum Photographic Archive
  - Ongar ten tijde van de London and North Eastern Railway, 1935
  - Blik op het perron in 1980
- London's Abandoned Tube Stations - Ongar station
- London's Abandoned Tube Stations - Epping to Ongar branch